# Kövér János
Kövér János (Cibakháza, más adat szerint Tiszaföldvár-Martfűpuszta, 1895. március 26. – Budapest, 1960. január 7.) magyar földbirtokos, országgyűlési képviselő.

## Élete
Örmény származású, de régóta Magyarországon élő nemesi családban született, felmenői a nemességet még Mária Teréziától kapták, előnevük gyergyószentmiklósi volt. Apai nagyapja Szolnok város országgyűlési képviselőinek egyike volt. Ő maga a középiskoláit a budapesti kegyesrendi gimnáziumban végezte, majd a főváros tudományegyetemén tanult tovább, ahol 1916-ban államtudományi államvizsgát tett. Ezt követően saját birtokán fogott gazdálkodásba.
1921-ben kapcsolódott be Szolnok vármegye társadalmi életébe: tagja volt a törvényhatósági bizottságnak, a kisgyűlésnek és a közigazgatási bizottságnak és Tiszaföldvár képviselő-testületének. Vezető tisztségeket is vállalt: világi elnöke volt a tiszaföldvári római katolikus egyházközségnek, illetve több, a térség gazdálkodóit összefogó egyesületben is vállalt elnöki vagy alelnöki feladatokat. Igazgatósági tagja volt többek között a Szolnoki Mezőgazdasági Takarékpénztárnak, a Cibakházi Ármentesítő Bizottságban pedig mint igazgatóválasztmányi tag vett részt.
Hosszú ideig részt vett a Független Kisgazdapárt (FKGP) országos politikai mozgalmaiban is, így az 1939-es országgyűlési választáson listavezetője lett a pártnak a Szolnok megyei lajstromán, ezáltal pedig mandátumot is szerzett.

## Művei
Élénk publikációs tevékenységet fejtett ki, jellemzően állattenyésztési, továbbá általánosabb gazdasági és politikai témákban jelentek meg cikkei a kor különböző lapjaiban.